# Jean Langlais
Pour les articles homonymes, voir Langlais.
Jean Langlais, né le 15 février 1907 à La Fontenelle et mort le 8 mai 1991 à Paris 15e, est un organiste, improvisateur, pédagogue et compositeur français.

## Biographie

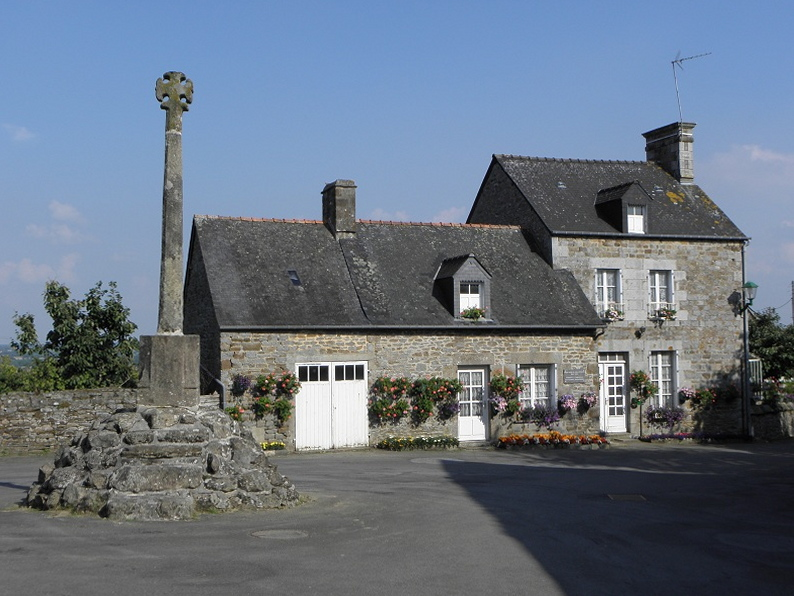
Maison natale de Jean Langlais à La Fontenelle (Ille-et-Vilaine).

Aveugle dès l'âge de deux ans, il fait des études à l'Institut national des jeunes aveugles de Paris. Il y apprend le violon, le piano, l'écriture et l'orgue avec André Marchal. Admis en 1927 dans la classe d'orgue de Marcel Dupré au Conservatoire de musique et de déclamation. Il y reçoit en 1930 le premier prix d'orgue puis il se perfectionne dans l'art de l'improvisation grégorienne avec Charles Tournemire et suit les cours de composition de Paul Dukas au Conservatoire, devenu Conservatoire national de musique et d'art dramatique, en même temps que Jehan Alain (1934-1935). En 1931 il remporte le Grand Prix d'Exécution et d’Improvisation des Amis de l’Orgue.
Succédant à Gaston Litaize à l'orgue de l'église Notre-Dame-de-la-Croix de Ménilmontant, il est, pendant 10 ans, organiste titulaire de l'orgue de l'église Saint-Pierre de Montrouge à Paris. Organiste de 1945 à 1987 à l'orgue de la basilique Sainte-Clotilde de Paris, orgue rendu célèbre par César Franck et Charles Tournemire, il enseigne à son tour à l'Institut des Jeunes Aveugles et à la Schola Cantorum. Improvisateur réputé, il fut aussi un compositeur prolifique. Si la musique d'orgue et la musique liturgique constituent la part la plus importante de son catalogue, il consacra une part de son activité à la musique instrumentale et vocale profane. Il donna aussi beaucoup de concerts, notamment 300 récitals aux États-Unis entre 1952 et 1981. Les nombreuses pages d'orgue qu'il a composées lui valurent la célébrité dans le monde musical. On a parfois souligné, à tort, la ressemblance de sa musique avec celle de Paul Hindemith, un compositeur dont il n'aimait pas l'harmonie. On peut plutôt estimer que sa filiation spirituelle vient en droite ligne de ses prédécesseurs à Sainte-Clotilde, César Franck et Charles Tournemire.

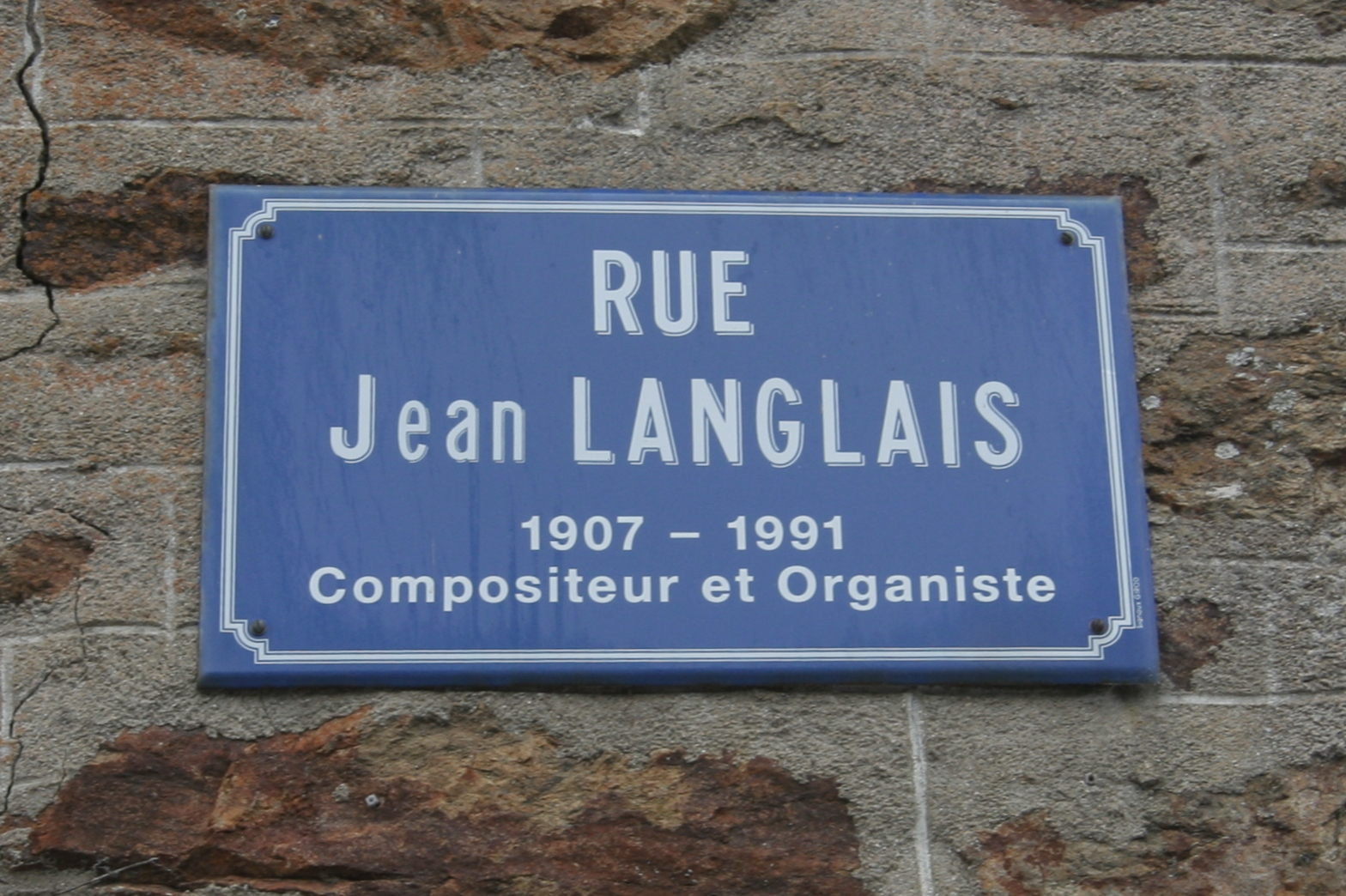
Une rue lui est dédiée à La Richardais où il possédait une maison de vacances.

Il a formé nombre d'élèves venus de tous pays, parmi lesquels George Baker, Lynne Davis, Ann Labounsky, Susan Ferré, Kathleen Thomersonn (États-Unis), Jean Overduin (Canada), Ewald Kooiman (Pays-Bas), Wolfgang Sieber (Suisse), Thomas Daniel Schlee (Autriche) et, pour la France, Pierre Cogen (organiste honoraire de Sainte-Clotilde à Paris), Jean-Baptiste Courtois (organiste titulaire de Saint-Gervais à Paris), Marie-Bernadette Dufourcet-Hakim (professeur à l'Université Michel-de-Montaigne de Bordeaux), Marie-Agnès Grall-Menet (organiste titulaire de Saint-Nicolas du Chardonnet à Paris) à qui il a dédié son premier Prélude et Fugue opus no 1, Naji Hakim (compositeur), Marie-Louise Jaquet-Langlais, sa deuxième épouse (musicologue), Odile Jutten (organiste titulaire de la cathédrale d'Evreux), Michelle Leclerc, etc.
Il est enterré à Escalquens, près de Toulouse, avec sa première femme Janette et sa fille Janine.

## Œuvre
La musique liturgique occupe une place prédominante dans l'œuvre de Jean Langlais : Missa In simplicitate et Missa Solemnis, composées en 1949 et 1952, font désormais partie des pièces du répertoire classique. À côté de son œuvre religieuse, il compose de nombreuses pièces pour orchestre ou formation de chambre. Malgré certaines pièces difficiles d'abord pour une oreille peu avertie, Jean Langlais s'est surtout attaché à rester abordable tout en innovant dans les formes harmoniques et rythmiques. Jean Langlais s'inspire souvent du légendaire celtique, des cantiques bretons et de la musique bretonne. Né près de Rennes, il compose des chansons populaires de Haute-Bretagne et il puise dans le fond breton pour ses œuvres : La Ville d'Ys, Complainte de Pontkalleg, Noël breton, Suite armoricaine…

### Œuvres symphoniques et opéras
- 1934 – Essai sur l’évangile de Noël
- 1934 – Hymne d’action de grâces
- 1934 – La Voix du vent
- 1935 – Pièce en forme libre pour orchestre à cordes et orgue
- 1936 – Suite concertante pour violoncelle et orchestre
- 1936 –  Suite pour piano et orchestre
- 1937 – Thème, variation et final pour cuivres, cordes et orgue
- 1938 – Suite bretonne pour orchestre à cordes
- 1938-46 – Concerto pour orgue et orchestre à cordes
- 1944 – Trois Danses pour vent, cymbales, piano et tam-tam
- 1948-49 – Concerto pour orgue ou clavecin
- 1970-71 – Concerto "Réaction" pour orgue, orchestre à cordes et timbales
- 1980 – Réminiscences

### Œuvres de musique de chambre
- 1897 –  Ligne pour violoncelle
- 1935 –  Suite brève pour flûte, violon, alto
- 1942 –  Deux pièces pour flûte et piano
- 1943 –  Suite concertante pour violon et violoncelle
- 1951 –  Deux pièces pour violon
- 1961 –  Sonnerie (Intrada) pour ensemble de cuivres
- 1961 –  Choral médiéval pour ensemble de cuivres
- 1965 –  Elégie pour dixtuor pour bois et cordes
- 1974 – Diptyque pour piano et orgue Op 179
- 1983 –  Petite rhapsodie pour flûte et piano
- 1987 –  Vitrail pour clarinette et piano

### Œuvres pour orgue
- 1927 – Prélude et fugue

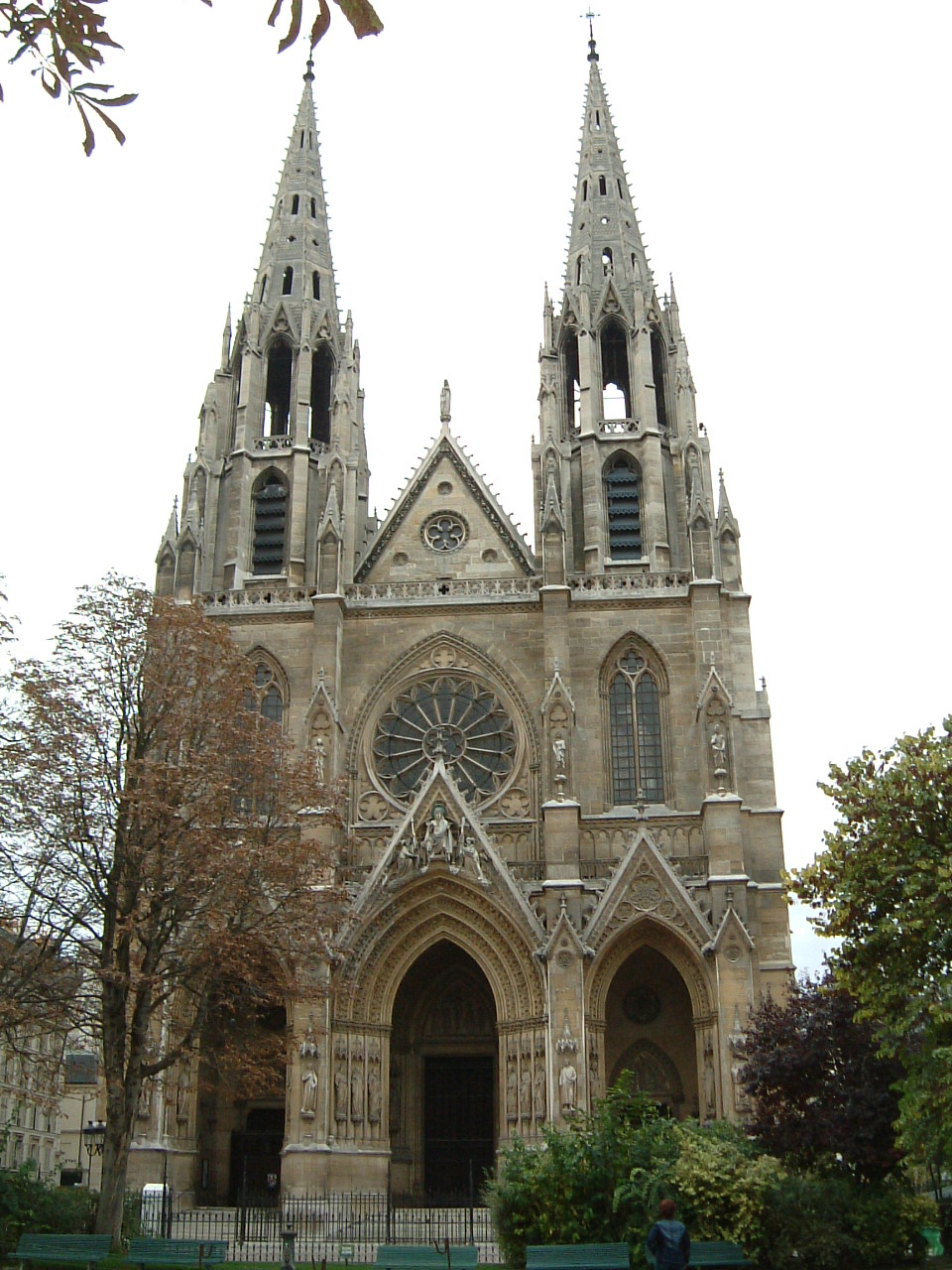
La basilique Sainte-Clotilde de Paris où Jean Langlais officia comme organiste pendant plus de 40 ans.

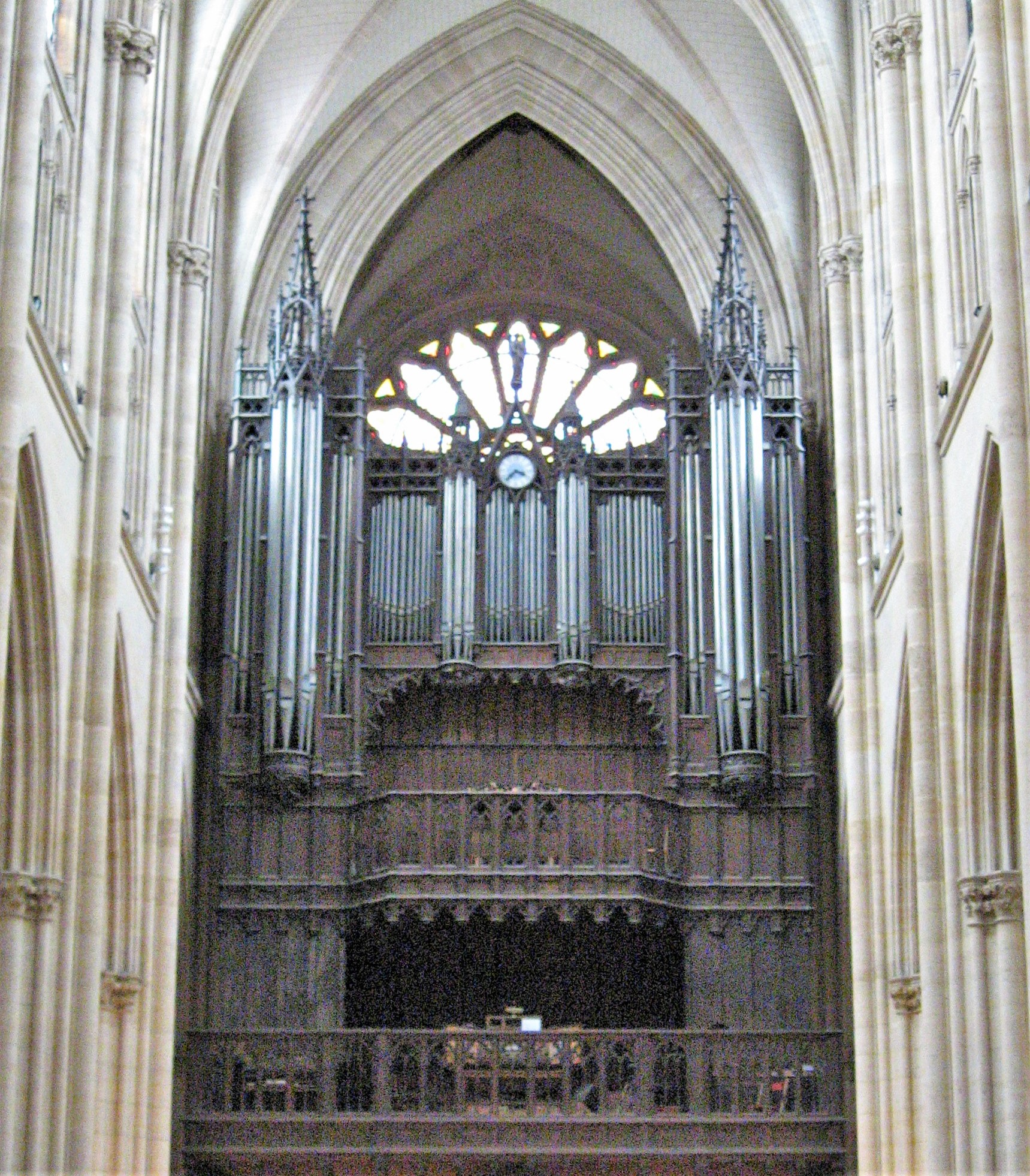
Les grandes-orgues Cavaillé-Coll de la basilique Sainte-Clotilde de Paris.

- 1932 – Poèmes Evangéliques : L'Annonciation – La Nativité – Les Rameaux
- 1933–34 – Trois Paraphrases Grégoriennes : Mors et Resurrectio – Ave Maria, Ave Maris stella – Te Deum
- 1933–39 – Vingt–Quatre Pièces pour harmonium ou orgue en 2 volumes
- 1941 – Première Symphonie : Allegro – Eglogue – Choral – Final
- 1942–43 – Neuf Pièces : Chant de peine – Chant de joie – Chant de paix – Chant héroïque – In dulci jubilo – De profundis – Mon âme cherche une fin paisible – Prélude sur une antienne – Rhapsodie grégorienne
- 1943 – Deux Offertoires pour tous les temps
- 1946 – Fête
- 1947 – Suite Brève : Grands Jeux – Cantilène – Plainte – Dialogue sur les mixtures
- 1947 – Suite Médiévale : Prélude – Tiento – Improvisation – Méditation – Acclamations Carolingiennes
- 1948 – Suite Française : Prélude sur les grands jeux – Nazard – Contrepoint sur des jeux d’anches – Française – Choral sur la voix humaine – Arabesque sur les flûtes – Méditation sur les jeux de fonds – Trio – Voix céleste – Final rhapsodique
- 1949 – Incantation pour un Jour Saint
- 1950 – Four Postludes
- 1951 – Hommage à Frescobaldi : Prélude au Kyrie – Offertoire – Élévation – Communion –Fantaisie – Antienne – Thème et variations – Epilogue pour pédale solo
- 1952 – Missa "In Simplicitate" pour chœur à l'unisson et orgue
- 1952 – Folkloric Suite : Fugue sur O filii – Légende de Saint Nicolas – Canzona – Cantique – Rhapsodie sur deux Noëls
- 1954 – Dominica in Palmis
- 1956 – Huit Pièces Modales
- 1956 – Organ Book : Prelude – Pastoral Song – Choral in E minor – Flutes – Musette – Choral in F Major – Scherzando – Epithalamium – Andantino – Pasticcio
- 1956 – Triptyque : Melody – Trio – Final
- 1957 – Office pour la Sainte Famille : Prélude – Offertoire – Communion – Sortie
- 1957 – Office pour la Sainte Trinité : Prélude – Offertoire – Communion – Sortie
- 1961 – Essai
- 1962 – Trois Méditations sur la Sainte Trinité : Le Père – Le Fils – Le Saint Esprit
- 1962 – Douze Petites Pièces pour orgue ou harmonium
- 1965  – Poem of Life
- 1966  – Poem of Peace
- 1966  – Poem of Happiness
- 1967  – Sonate en trio
- 1968  – Livre Œcuménique : Sacris solemniis – De Profundis – Verbum supernum – Ein Feste Burg – Ave Maris stella – Magnificat – Pater Noster – Notre Père – Kyrie orbis factor – Kyrie, Dieu, Père Éternel – Gloria orbis factor – Gloire à Dieu
- 1968  - Missa Solemnis "Orbis Factor" pour chœur mixte, chant d'assemblée et orgue
- 1968  – Deux Pièces : Adoration – Prélude dans le style ancien
- 1969  – Three Voluntaries : Saint Jacques le Majeur – Ste Marie Madeleine – Ste Trinité
- 1970  – Trois Implorations : Pour la Joie – Pour l’Indulgence – Pour la Croyance
- 1971  – Cinq Chorals : Was uns die Erde Gutes spendet – Nun singt ein neues Lied dem Herren – Wie lieblich schön, Herr Zebaoth – Gesegn uns, Herr, die Gaben dein – Wir wollen singn ein Lobgesang
- 1971  – Offrande à Marie : Mater admirabilis – Consolatrix afflictorum –Regina angelorum – Regina pacis – Mater Christi – Maria Mater gratiae
- 1973  – Cinq Méditations sur l’Apocalypse : Celui qui a des oreilles, qu’il écoute – Il était, Il est et Il vient – Visions prophétiques – Oh oui, viens, Seigneur Jésus – La Cinquième trompette
- 1973  – Suite Baroque : Plein jeu – Trémolo en taille – Dialogue – Flûtes – Dialogue entre le hautbois, le bourdon et le nazard – Voix humaine – Grand Jeu
- 1974  – Huit Chants de Bretagne : Le Paradis – Disons le chapelet – Angélus – Noël breton – Jésus mon sauveur béni – Jésus nous dit de prier – Aux lys avec leurs feuilles argentées – Pensez à l’Éternité
- 1975  – Trois Esquisses Romanes pour un ou deux orgues
- 1975  – Trois Esquisses Gothiques pour un ou deux orgues
- 1976  – Six Petites Pièces : Trio – Repeated notes – Legato – Staccato – Chords – Rythms
- 1976  – Mosaïque 1 : Stèle pour Gabriel Fauré – Sur la tombe de Buffalo Bill – Double Fantaisie pour 2 organistes – Boystown, lieu de paix
- 1976  – Mosaïque 2 : Gable – Images – Trio – Complainte de Pont–Kalleg – Salve Regina
- 1976  – Deuxième Symphonie " alla Webern " : Prélude – Lude – Interlude – Postlude
- 1977  – Mosaïque 3 : Parfum – Lumière – Printemps – Thèmes – Pax – 2e Fantaisie pour deux organistes
- 1978  – Triptyque Grégorien : Rosa Mystica – In Paradisum – Alleluia
- 1978  – Progression : Monodie – Duo – Trio – Offering – Fugue et continuo
- 1979  – Trois Noëls
- 1979  – Offrande à une âme : Vers la lumière – Dans la lumière
- 1979  – Troisième Symphonie : Introduction – Cantabile – Intermezzo – Un dimanche matin à New York – Orage
- 1980  – Rosace : For a celebration – Introduction et marche – Croquis – Feux d’artifice
- 1981  – Chant des bergers – Prière des mages
- 1982  – Prélude et allegro
- 1983  – Soleils : Matin – Midi – Soir – Étoiles – France
- 1983  – Sept Études de Concert pour pédale solo
- 1984  – Deux Pièces brèves
- 1984  – Huit Préludes : de 1 à 8
- 1984  – Miniature II
- 1985  – Talitah Koum : Salve Regina – Regina caeli – Messe X – 1,7,8
- 1985  – Trois Pièces faciles : Libre – Récitatif – Allegro
- 1985  – B.A.C.H : 6 pièces
- 1985  – American Folk–Hymn Settings : Amazing Grace – Battle Hymn of the Republic – How firm a foundation – On Jordan’s stormy banks I stand – There is a fountain filled with blood – When I can read my tittle clear
- 1985  – In Memoriam
- 1986  – Douze Versets : de 1 à 12
- 1986  – Hommage à Rameau : Ostinato – Méditation – Évocation
- 1986  – Expressions : 15 pièces
- 1986  – Fantasy on Two Old Scottish Themes
- 1987  – Trumpet Tune
- 1988  – Christmas Carol Hymn Settings : O Come, all ye faithful – Angels we have heard on high – Silent night, Holy night – In Dulci Jubilo – Joy to the world – He is born
- 1988  – Contrastes : Glas – Allegretto – Kyrie – Pièce de concert
- 1990  – Mort et Résurrection
- 1990  – Moonlight Scherzo
- 1990  – Trois Offertoires
- 1990  – Suite in Simplicitate : Plein jeu à la Française – Virgo Maria – Cum Jubilo
- 1990  – Trio

### Enregistrements
- Jean Langlais, mes souvenirs - monologue, CD audio, 2007, Editions Delatour France
- Missa Salve regina - Messe Solennelle - Westminster Cathedral choir, English Chamber orchestra, Brass Ensemble, dir. David Hill, James O'Donnell et Andrew Lumsden, orgues - Hyperion 1987 (CDA66270)
- Works for orchestra and organ - London Pro Arte Orchestra, dir. Murray Stewart, Marie-Louise Langlais, orgue - CD audio - Koch Schwann 1994 (3-1529-2H1)
- Psaumes solennels -East London Chorus, Locke Brass Consort, London Pro arte Orchestra, dir. Murray Stewart, Colin Walsh, orgue -  CD audio - Koch Schwann 1997 (3-1530-2 H1)